# Europa 1945-2030
Europa 1945-2030 est un jeu de société créé par Leo Colovini et Duccio Vitale en 1998 et édité par Jeux Descartes sous le logo Eurogames.
Il est destiné à 3 à 6 joueurs de 12 ans et plus.

## Principe général
Les joueurs sont des partisans de l'Union européenne, dont les agents se déplacent d'un pays à un autre pour les gagner à la cause de l'unification. À chaque tour ont lieu des référendums nationaux qu'il s'agit de remporter, seul ou par des alliances.

## But du jeu
L'Europe entière doit être intégrée à l'UE en 2030, les joueurs gagnent des points en faisant basculer chaque pays.

## Matériel
La boîte contient une carte politique de l'Europe, où chaque pays a un chiffre indiquant la difficulté à le convertir ; une carte de résumé par pays ; deux dés à dix faces ; des pions de couleur pour les joueurs ; et un cache par pays, de couleur bleue, pour indiquer que ce dernier a rejoint l'Union et se trouve hors-jeu.

## Déroulement
À chaque tour, on détermine les pays qui vont voter pour leur entrée dans l'UE (les dictatures et autres pays instables ne peuvent pas voter). Chaque joueur envoie alors ses diplomates les influencer, sachant qu'il faut s'allier pour gagner mais que les alliances sont limitées à 3 joueurs. Si un joueur, ou une alliance, ne parvient pas à battre la difficulté du pays, ce dernier repousse son intégration. En cas de victoire, on gagne des points de victoire, des points de notoriété (qui offrent plus de possibilités pour la suite du jeu), et la possibilité de transférer aussitôt ses diplomates vers un pays adjacent pour y faire campagne.

## Fin de partie et vainqueur
Le vainqueur est celui qui a aidé à convertir le plus grand total de pays en 2030.